# Charles-Amable Battaille
Pour les articles homonymes, voir Battaille.
Charles-Amable (parfois orthographié Aimable) Battaille est une basse française, né à Nantes le 30 septembre 1822 et mort à Paris le 2 mai 1872. Apprécié tant pour sa voix que pour ses talents d’acteur, il crée les principaux rôles de basse des ouvrages représentés à l’Opéra-Comique entre 1848 et 1857, et notamment le premier rôle masculin de L'Étoile du Nord de Meyerbeer (1854).

## Biographie
Fils d’un médecin nantais, il fait ses études médicales à Caen où il est reçu médecin. Il revient s’établir à Nantes, mais décide de rentrer au conservatoire de Paris en 1845 où il est l’élève de Manuel Garcia junior. Il remporte les premiers prix de chant, d’opéra et d’opéra-comique en 1847 et débute à l’Opéra-Comique le 22 juin 1848 dans La Fille du régiment de Donizetti.

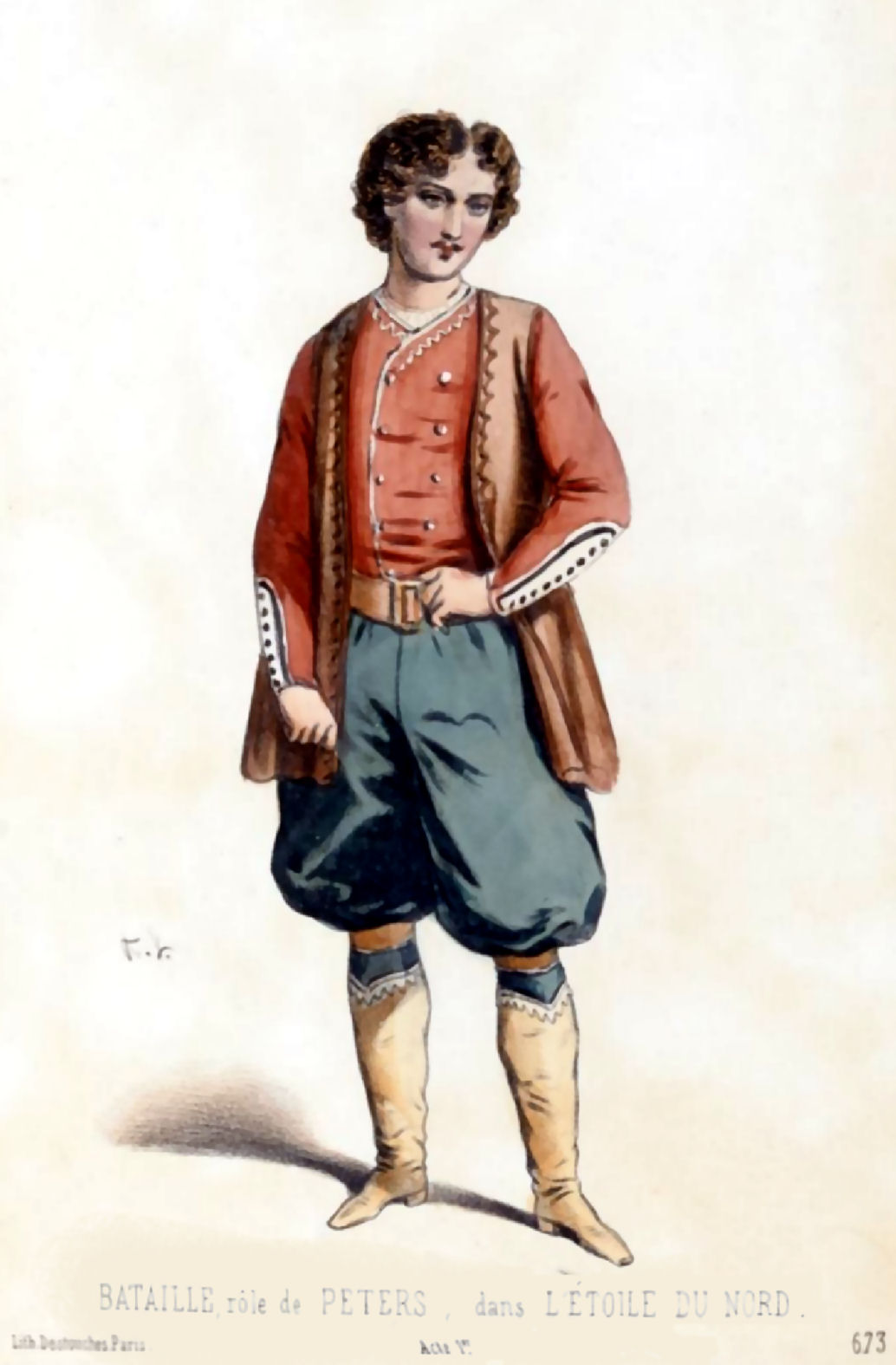
Costume de Charles-Amable Battaille au premier acte de L'Étoile du Nord de Meyerbeer en 1854.

Remarqué par Halévy, il crée avec un grand succès le 11 novembre 1848 le personnage du vieux chevrier dans Le Val d'Andorre. Le 18 mai 1849, il triomphe à nouveau dans Le Toréador d’Adam. Il est apprécié à la fois pour « sa belle voix de basso cantante ronde, pleine, bien timbrée, flatteuse et caressante parfois, énergique et puissante en d’autres cas » et pour son jeu de comédien.
Définitivement lancé, il crée de nombreux rôles dont Atalmuc de La Fée aux roses d’Halévy (1849), Falstaff du Songe d’une nuit d’été d’Ambroise Thomas (1850), Roskaw de La Dame de pique d’Halévy (1850), Mathéus du Carillonneur de Bruges de Grisar (1852), Le Père Gaillard de Reber (1852), Torrida de Marco Spada d’Auber (1852), Péters de L'Étoile du Nord de Meyerbeer (1854), le Commandeur de La Cour de Célimène de Thomas (1855), Gédéon du Houzard de Berchini d’Adam (1855), Nicolas des Saisons de Massé (1855), Gilbert de Valentine d’Aubigny d’Halévy (1856) et Mercure de Psyché de Thomas (1857). Il assure également la création du père de famille de L'Enfance du Christ de Berlioz (1854).
Il quitte la scène en 1857 après une affection du larynx, mais revient rapidement, d’abord en province, puis au Théâtre-Lyrique où il participe à la première de Philémon et Baucis de Gounod (1860). Il retourne à l’Opéra-Comique et met fin à sa carrière en 1863.
Nommé professeur au conservatoire de Paris dès 1851, il est l’auteur d’une méthode de chant en deux volumes : I. Nouvelles recherches sur la phonation (1861) et II. De la physiologie appliquée au mécanisme du chant (1863).
En 1870, il est nommé sous-préfet à Ancenis, où il se distingue lors d’une épidémie de petite vérole en allant soigner lui-même les malades.
Il est le père de Jean Battaille (1863-1923), avocat et chansonnier.
Il meurt en 1872, « enlevé en trois jours par une fièvre muqueuse ».

## Principaux rôles créés par Battaille à l'Opéra-Comique

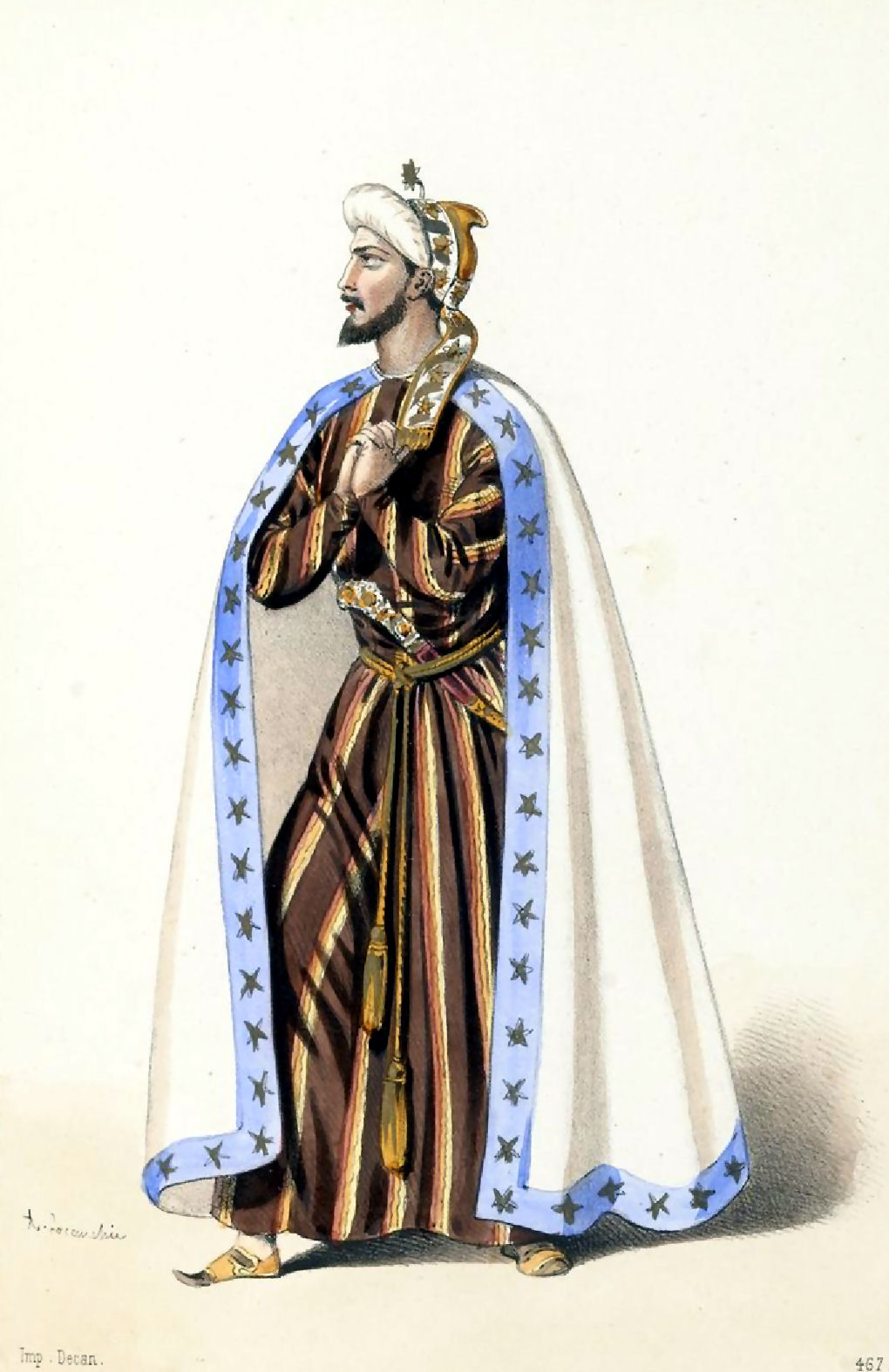
Atalmuc dans La Fée aux roses d’Halévy (1849)
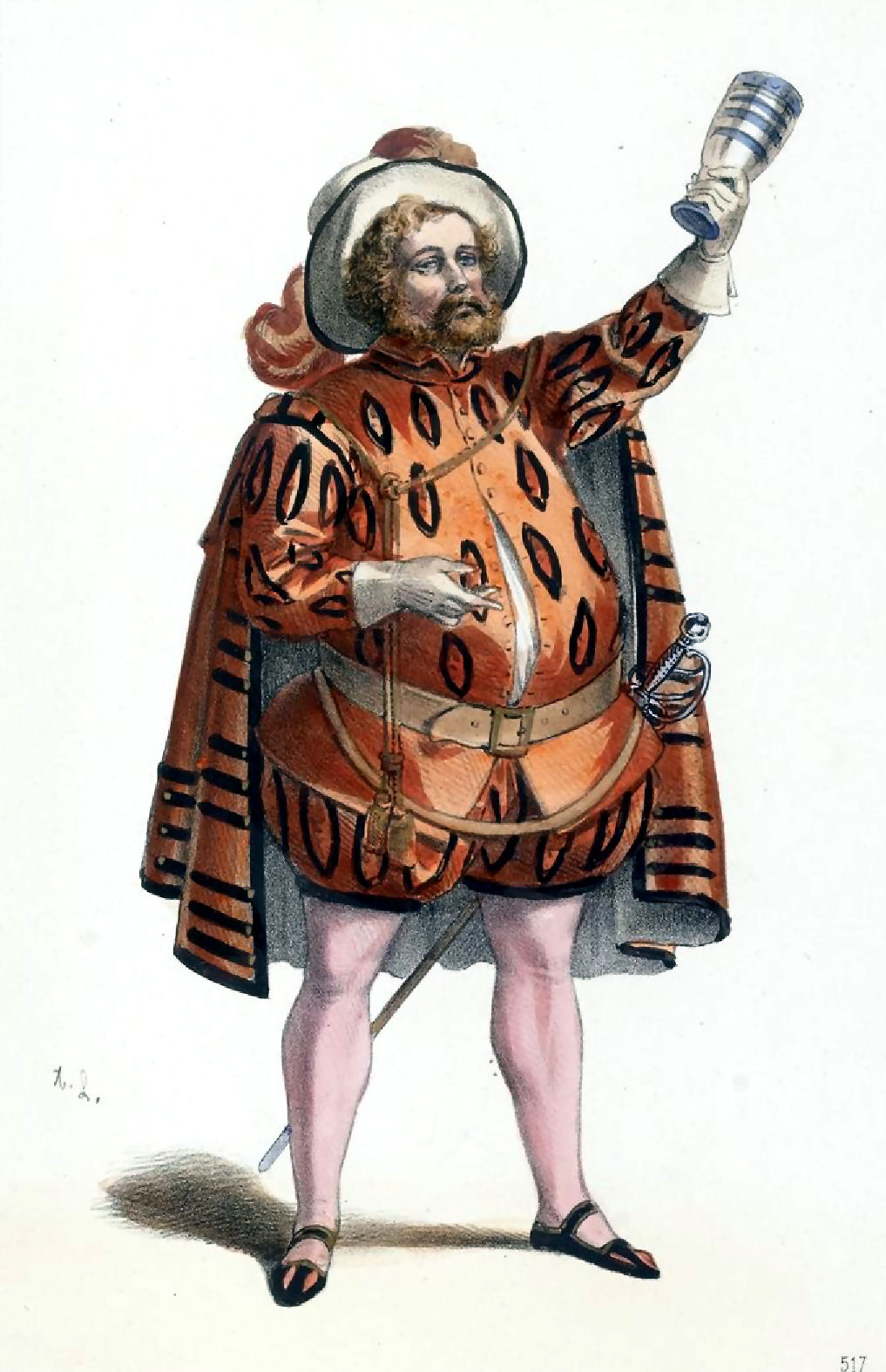
Falstaff dans Le Songe d’une nuit d’été de Thomas (1850)
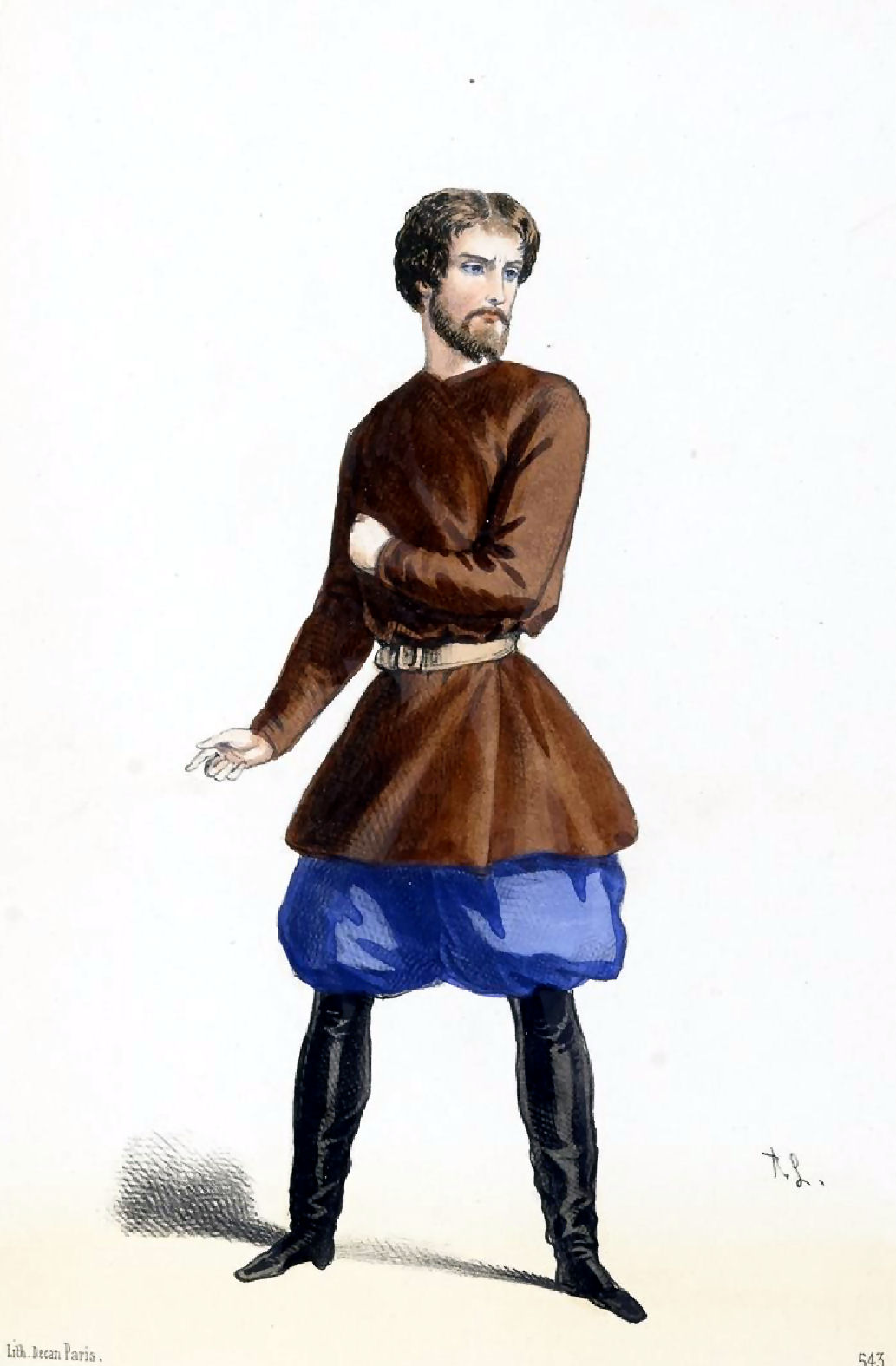
Roskaw dans La Dame de pique d’Halévy (1850)
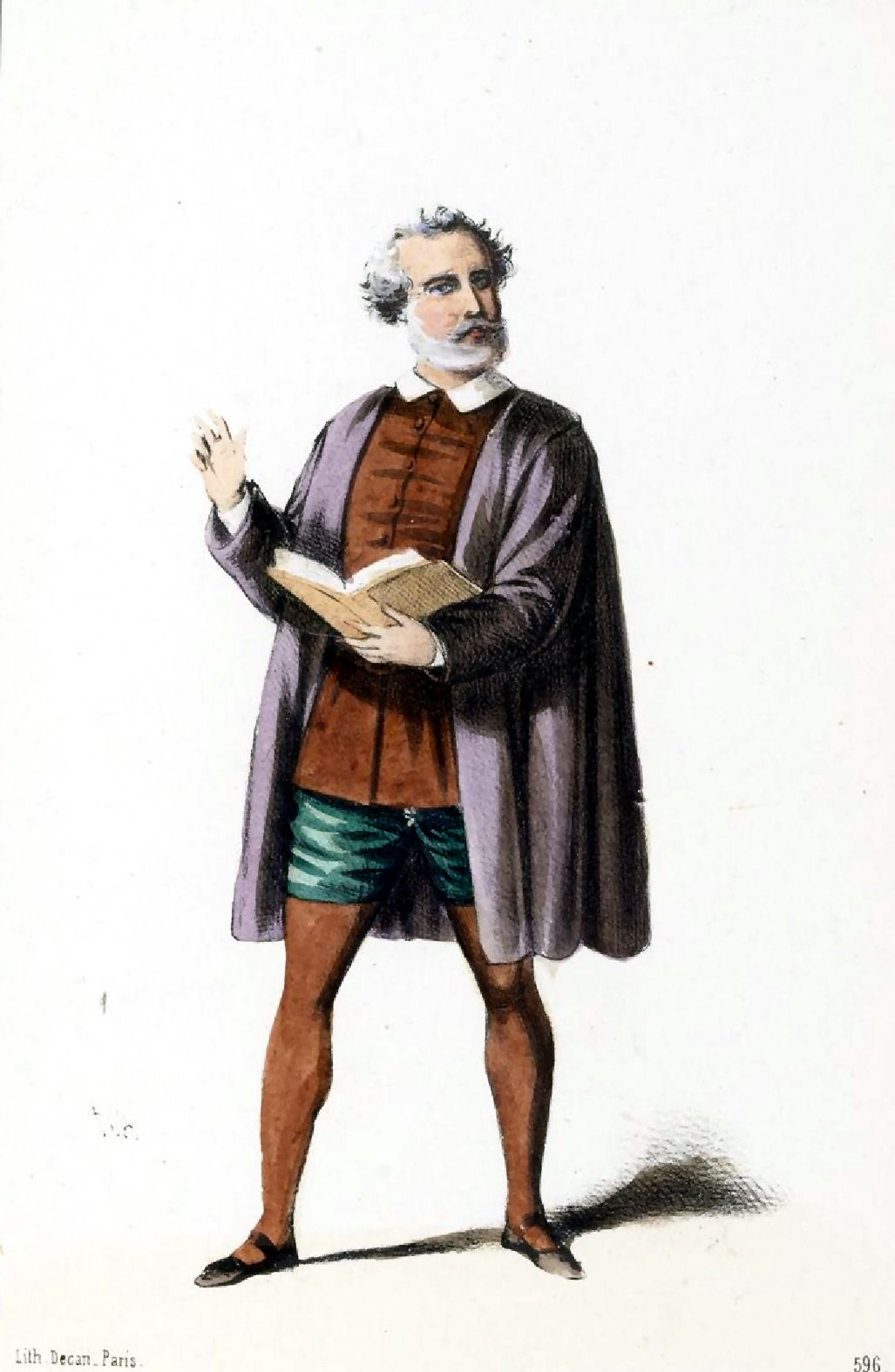
Mathéus dans Le Carillonneur de Bruges de Grisar (1852)
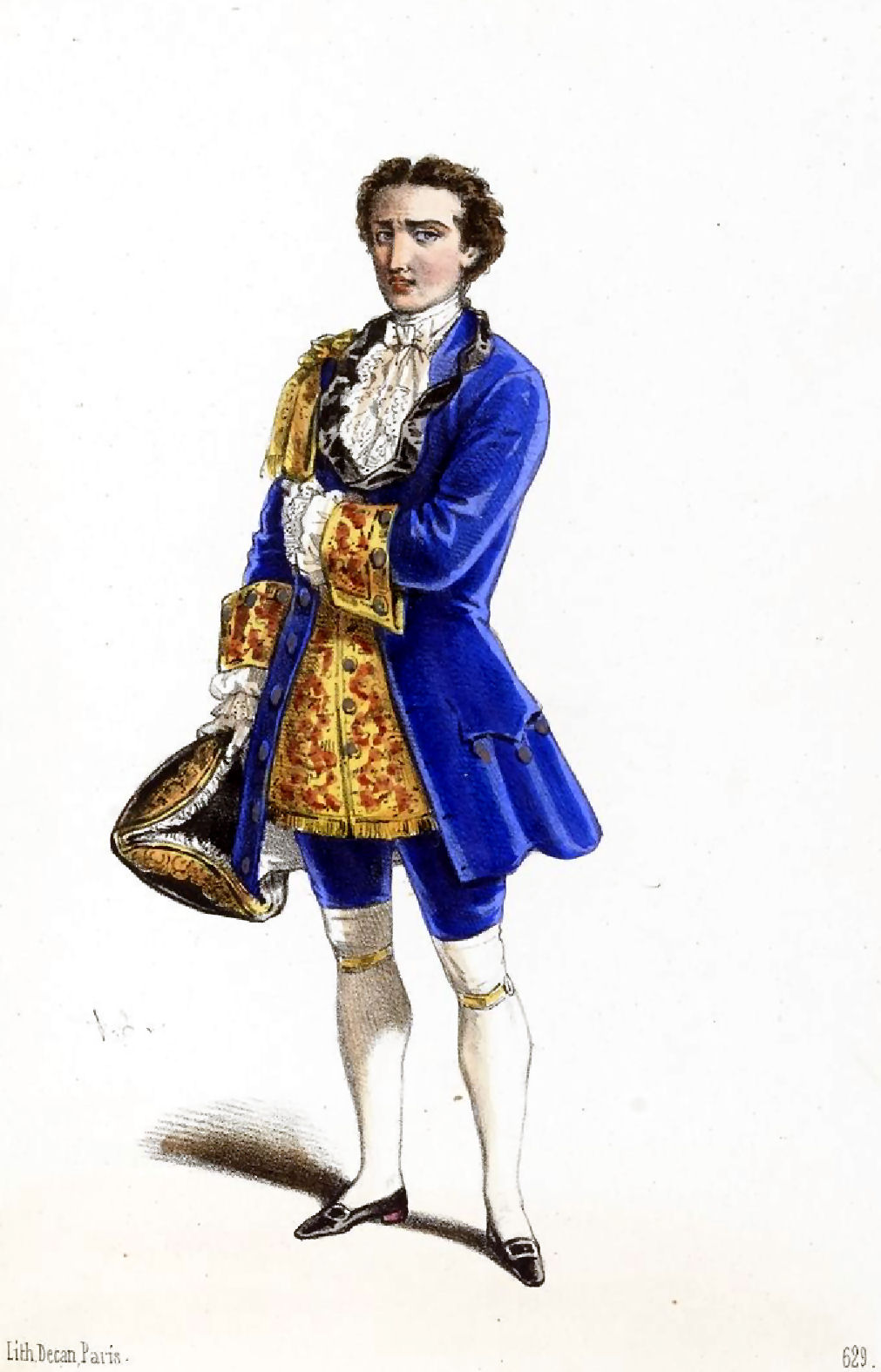
Le baron de Torrida dans Marco Spada d’Auber (1852)
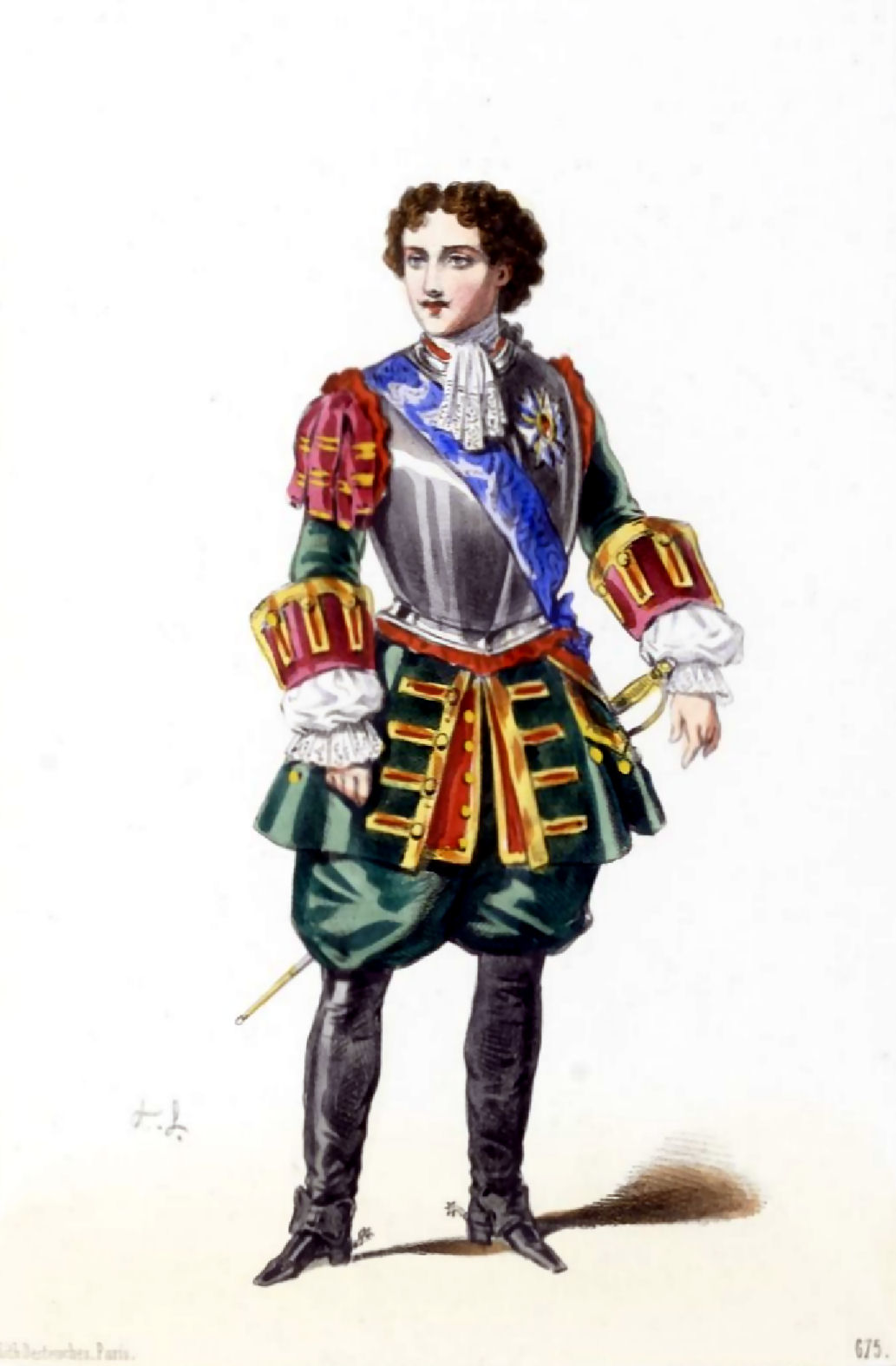
Péters dans L'Étoile du Nord de Meyerbeer (1854)